# Hillcrest Park
Hillcrest Park är en park i staden Vancouver i British Columbia i Kanada. Den ligger intill Queen Elizabeth Park och Riley Park. I Hillcrest Park finns bland annat flera baseboll- och fotbollsplaner. Vid parken finns Hillcrest Centre, där curling spelades vid Olympiska spelen 2010, samt baseballarenan Nat Bailey Stadium.